# 吉田忠 (統計学者)
吉田忠（よしだ ただし、1934年3月26日 - ）は、日本の経済・農業統計学者、京都大学名誉教授。

## 略歴
茨城県岩瀬町（現桜川市）生まれ。1957年京都大学農学部農林経済学科卒業。1962年同大学院博士課程中退、67年「関西における鶏肉流通の展開過程」で北海道大学より農学博士の学位を取得。1962年滋賀県立短期大学助手となり、講師を経て、1967年中央大学商学部助教授、教授、1973年京都大学農学部助教授、86年教養部助教授、教授。1991－92年文部省統計数理研究所教授併任。92年京都大学総合人間学部教授、97年定年退官、名誉教授となる。

## 著書
- 『経済と経営における統計的方法の基礎』日本評論社 1970
- 『畜産経済の流通構造』ミネルヴァ書房 1974
- 『統計学 思想史的接近による序説』同文館出版（マルクス経済学全書）1974
- 『農産物の流通』家の光協会（今日の農業問題）1978
- 『数理統計の方法 批判的検討』農林統計協会 1981
- 『牛肉と日本人 和牛礼讃』農山漁村文化協会（人間選書）1992
- 『近代オランダの確率論と統計学』八朔社 2014

### 共編著
- 『農業経営学序論 対象と方法』編著 同文館出版 1977
- 『地域農業と農業経営』編著 明文書房 1980
- 『食糧の経済 真の豊かさを求めて』宮村光重共編 ナカニシヤ出版 1981
- 『アメリカの牛肉生産 経済構造と生産技術』宮崎昭共著 農林統計協会 (農林統計叢書) 1982
- 『肉用牛経営の変革 日本と世界の牛肉生産』竹浪重雄共編 農林統計協会 (農林統計叢書 1987
- 『食糧・農業問題全集 3 飢餓と飽食の構造 今、世界の食糧は…』今村奈良臣共編 農山漁村文化協会 1990
- 『食糧・農業問題全集 16 食糧・農業の関連産業 輸入と自給のダイナミズム』松浦利明,今村奈良臣共編 宮崎宏ほか著 農山漁村文化協会 1990
- 『食糧・農業問題全集 8農業の教育力 人と自然を活かす道』今村奈良臣共編 七戸長生ほか執筆 農山漁村文化協会 1990
- 『現代統計学を学ぶ人のために』編 世界思想社 1995
- 『食生活の表層と底流 東アジアの経験から』田村安興、佐々木隆、重富真一共著 農山漁村文化協会 (全集世界の食料世界の農村) 1997
- 『統計にみる日本経済』石原健一共編 世界思想社 1998
- 『協同組合のコーポレート・ガバナンス 危機脱出のためのシステム改革』山本修、小池恒男共編著 家の光協会 2000
- 『生活空間の統計指標分析 人口・環境・食料』広岡博之,上藤一郎共編著 産業統計研究社 2002

翻訳
- アンソニー・スティール『ベイズ監査入門 監査リスクと監査証拠』矢部浩祥共監訳 ナカニシヤ出版 1997